# Beata Urbanowicz
Beata Ewa Urbanowicz (ur. 1966) – polska historyk, dr hab. nauk humanistycznych,  profesor nadzwyczajny Instytutu Historii Wydziału Humanistycznego Uniwersytetu Humanistyczno-Przyrodniczego im. Jana Długosza w Częstochowie.

## Życiorys
10 czerwca 1999 obroniła pracę doktorską Rzemiosło w Częstochowie w latach 1918-1939, 20 lutego 2013 habilitowała się na podstawie oceny dorobku naukowego i pracy zatytułowanej Problematyka gospodarcza w nauczaniu historii w polskim szkolnictwie podstawowym w latach 1944-1989. Objęła funkcję profesora nadzwyczajnego w Instytucie Historii na Wydziale Humanistycznym Uniwersytetu Humanistyczno-Przyrodniczego im. Jana Długosza w Częstochowie.

## Publikacje
- 2006: Kształcenie nauczycieli w liceach pedagogicznych w Polsce (1937-1939)[1]
- 2009: Harcerstwo polskie wobec wychowania państwowego 1919-1939[1]
- 2011: Problematyka gospodarcza w nauczaniu historii w polskim szkolnictwie podstawowym w latach 1944-1989[1]
- 2017: Huta w Częstochowie na łamach gazety zakładowej (1951-1989)[1]